# Fort Frances
Fort Frances é uma cidade, localizada na parte noroeste de Ontário, Canadá. Sua população (2001) era de 8.315 habitantes. Ela pertence ao distrito de Rainy River. Fort Frances é um local popular destinado à pesca e abriga o Fort Frances Canadian Bass Championship cada verão.
Localizada na fronteira internacional com Minnesota onde o lago Rainy está próximo de tornar-se o rio Rainy, está ligada a cidade de International Falls  pela ponte Fort Frances-International Falls International.